# Elecciones generales de las Islas Cook de 1968
Elecciones generales tuvieron lugar en las Islas Cook el 1 de mayo de 1968 para elegir a 22 representantes para la Asamblea Legislativa de las Islas Cook. El Partido de las Islas Cook aumentó su número de escaños de 14 a 16, mientras que el partido recién formado Cookianos Unidos obtuvo seis escaños para convertirse en la oposición parlamentarias.

## Resultados
| Partidos                          | Votos  | %     | Escaños |
| --------------------------------- | ------ | ----- | ------- |
| Partido de las Islas Cook         | 12 202 | 64,45 | 18      |
| Cookianos Unidos e independientes | 6 731  | 35,55 | 6       |
| Total                             | 18 933 | 95,6  | 22      |
| Fuente:                           |        |       |         |

## Lectura más lejana
- Haas, Anthony (1969). «Three Years after Internal Self-Government: The Cook Islands General Election 1968». Journal of Pacific History 4 (1): 136-145. doi:10.1080/00223346908572152.

- Datos: Q5166951